# Ischyropalpus placidus
Ischyropalpus placidus är en skalbaggsart som beskrevs av Werner 1973. Ischyropalpus placidus ingår i släktet Ischyropalpus och familjen kvickbaggar. Inga underarter finns listade i Catalogue of Life.